# Wojciech Niedziela
Wojciech Niedziela (ur. 18 stycznia 1961 w Rybniku) – polski pianista jazzowy, kompozytor, nauczyciel akademicki. Prowadzi klasę fortepianu jazzowego w Akademii Muzycznej im. Karola Szymanowskiego w Katowicach.

## Życiorys
W 1986 ukończył Akademię Muzyczną im. Karola Szymanowskiego w Katowicach (klasa fortepianu prof. Andrzeja Zubka). W 1991 rozpoczął pracę na macierzystej uczelni. Pedagog na Wydziale Jazzu i Muzyki Rozrywkowej Akademii Muzycznej im. K. Szymanowskiego (kierownik Katedry Twórczości i Interpretacji Jazzowej w latach 2008–2012) i w Państwowej Wyższej Szkole Zawodowej w Nysie, gdzie podjął pracę w 2008. W latach 2008–2017 dyrektor Instytutu Jazzu PWSZ. W 2002 uzyskał doktorat, a w 2007 habilitację. W 2014 otrzymał tytuł profesora sztuk muzycznych.
Wśród jego uczniów są m.in. tacy pianiści jak Marcin Wasilewski, Michał Tokaj, Piotr Wyleżoł, Paweł Tomaszewski, Przemysław Raminiak, Łukasz Ojdana, Paweł Kaczmarczyk i Nikola Kołodziejczyk, a także kompozytor Mikołaj Stroiński.
W latach 2012–2016 dyrektor artystyczny Międzynarodowych Warsztatów Jazzowych w Chodzieży.
Nagrał około 40 płyt z takimi wykonawcami jak Jan Ptaszyn Wróblewski, Piotr Wojtasik, Eryk Kulm, Michał Kulenty, Lora Szafran, a także 4 płyty autorskie. Jedna z nich – To Kiss the Ivories – została nominowana do nagrody „Fryderyk” w roku 2000, a Wojciech Niedziela otrzymał jednocześnie nominację w kategorii Jazzowy Muzyk Roku.
W 2018 został odznaczony Srebrnym Medalem „Zasłużony Kulturze Gloria Artis”.

## Nagrody i wyróżnienia
- 1983 – I nagroda – Konkurs Improwizacji Jazzowej (Katowice)
- 1985 – Grand Prix – Konkurs Pianistów Jazzowych im. Mieczysława Kosza na XI Międzynarodowym Festiwalu Pianistów Jazzowych w Kaliszu
- 1985 – I nagroda – Leverkusen Jazz Days (Leverkusen – Niemcy)